# Козлов, Павел Михайлович
Козлов, Павел Михайлович, (1755—1799) — генерал-майор, тайный советник, сенатор, Московской губернатор.

## Биография
Происходил из дворянской семьи Козловых; племянник сенатора И. И. Козлова.
В 1761 году был записан в лейб-гвардии Измайловский полк. Получил чин прапорщика 1 января 1779 года; через год — подпоручик, ещё через два года — поручик; капитан-поручик с 1 января 1785 года, через три года — капитан; 1 января 1789 года «уволен к статским делам бригадиром».
С 22 октября 1793 года — московский обер-полицмейстер.
С 24 ноября 1794 года — генерал-майор; гражданский губернатор Московской губернии — с августа 1796 года по 25 сентября 1798 года. Известно, что в его правление штат московской полиции был приведён «в сообразность» с петербургской.
Был произведен в тайные советники, назначен сенатором и награждён орденом Святой Анны 1 степени.

## Семья
Жена: княжна Анна Павловна (17.05.1759 — 1815), урождённая Голицына — внучка Ф. И. Голицына.
Был похоронен вместе с женой в некрополе Донского монастыря, но их могилы (в том числе и места их расположения в некрополе) утрачены.